# Bratsbergbanen
Bratsbergbanen er en jernbanestrækning i Telemark fylke Norge, der strækker sig fra Eidanger station til Notodden. Strækningen blev åbnet 1917. Den er bindeleddet mellem Vestfoldbanen og Sørlandsbanen og møder Sørlandsbanen på Nordagutu station. Banen strækker sig videre derfra helt op til Notodden, hvor den går videre mod Tinnoset som Tinnosbanen. Fra Tinnoset station er der jernbanefærge, som forbinder Tinnosbanen med Rjukanbanen op til Rjukan.
På Bratsbergbanen finder man Norges højeste jernbanebro, Hjukse Bro, som er hele 65 meter høj.
I 2004 blev der åbnet et nyt sidespor fra Notodden Station ned til Notodden kollektivterminal.
fra 2004 betjenes stationerne Porsgrunn, Skien, Nisterud, Nordagutu og Notodden kollektivterminal af Telemark fylkeskommune i samarbejde med NSB. I 2004 blev stationerne Hoppestad, Valebø, Dalsvatn, Holtsås, Hjuksebø, Trykkerud, Tveitan, Tinnegrend og Notodden Station nedlagt. Borgestad forsvandt fra køreplanen i 2006.
Strækningen blev elektrificeret i 1936. Fordi anlægget ikke har gennemgået store moderniseringer siden, er det ikke muligt at holde høje hastigheder ved hjælp af det elektriske anlæg. Derfor benyttes i dag dieseltog af typen NSB Y1.
|  | Denne artikel kan blive bedre, hvis der indsættes geografiske koordinater Denne artikel omhandler et emne, som har en geografisk lokation. Du kan hjælpe ved at indsætte koordinater i wikidata. |